# Квашиоркор
Квашиоркор је врста неухрањености коју карактерише озбиљан недостатак протеина. Он изазива задржавање течности и натечен, надуван стомак. Квашиоркор најчешће погађа децу (до старости од око пет година) посебно у земљама у развоју са високим нивоом сиромаштва и неадекватном исхраном (у којој људи са квашиоркором можда имају храну за јело, али у њој нема довољно протеина. Недавне студије су откриле да недостатак антиоксидативних микронутријената као што су β-каротен , ликопен, други каротеноиди и витамин Ц, као и присуство афлатоксина могу играти улогу у развоју болести.  Међутим, тачан узрок квашиоркора још увек није познат.

## Основне информације
Квашиоркор је један од две главне врсте тешке протеинско-енергетске потхрањености. Људи са квашиоркором посебно имају мањак протеина, као и неких кључних микронутријената. Озбиљни недостатак протеина узрокује задржавање течности у ткивима ( едем ), што разликује квашиоркор од других облика неухрањености. Људи са квашиоркором могу изгледати мршаво у удовима, али отечени у рукама и стопалима, лицу и стомаку. Надути стомак типичан за квашиоркор може да завара људе који су заправо критично потхрањени.

### Разлика између квашиоркора и маразма?
Квашиоркор и маразмус су две главне врсте тешке протеинско-енергетске потхрањености које признају здравствени радници широм света. Главна разлика између њих је у томе што је квашиоркор претежно недостатак протеина, док је маразмус недостатак свих макронутријената (протеина, угљених хидрата и масти). Људи са маразмом су генерално лишени калорија, било зато што једу премало или троше превише, или обоје. Људи са квашиоркором можда уопште нису лишени калорија, али су лишени хране богате протеинима.

## Епидемиологија
Квашиоркор је редак у развијеним земљама. Углавном се налази у земљама у развоју са високим стопама сиромаштва и несташице хране. Лоши санитарни услови и висока преваленција заразних болести такође помажу да се створи основа за неухрањеност. Квашиоркор може да утиче на све узрасте, али је најчешћи код деце, посебно између 3 и 5 година. Ово је доба када су многа деца недавно прешла са дојења на мање адекватну исхрану (исхрану која има више угљених хидрата, али мање протеина и других хранљивих материја).

## Етиологија
Недостатак протеина је главна карактеристика квашиоркора и многи истраживачи верују да је то узрок иако нису сви у то уверени, јер су приметили случајеве када протеини у исхрани нису успели да спрече или побољшају квашиоркор. Ово сугерише да недостатак протеина може бити само део клиничке слике.

### Примарни фактори
Примарни фактори повезани са квашиоркором су:
Исхрана углавном са угљеним хидратима
У популацијама које се сматрају високоризичним, посебно спадају оне у сиромашнијим регионима Африке, Централне Америке и југоисточне Азије, којима је често једина доступна храна нека врста угљених хидрата (пиринач, кукуруз или скробно поврће). Ови усеви су јефтинији од хране богате протеинима, посебно у руралним областима где се многи баве пољопривредом. Мајке којима недостаје протеина могу тај недостатак пренети и на своју дјецу.
Унос неадекватне замене за храну
Назив „квашиоркор“ потиче из језика Га у Гани, Африка, што значи „болест коју беба добије када дође нова беба“. Ово описује уобичајено стање у којем се беба која доји брзо одбија од сисе како би нова беба могла да почне да доји. Због оскудице ресурса или незнања о исхрани, или и једно и друго, дете које се прерано одбија од сисе не добија адекватну заменску исхрану, па се њихова исхрана погоршава.

### Други фактори
Други фактори који могу допринети болести укључују:
- недостатак есенцијалних витамина и минерала.
- недостатак антиоксиданата у исхрани .
- афлатоксини, токсини из плесни која обично расте на усевима у врућим и влажним климама.
- паразити и заразне болести, посебно богиње, маларија и ХИВ .
- значајан животни стрес, укључујући глад, неимаштину, рат и природне катастрофе.

## Дијагноза
Дијагностика квашиоркора засницва се на:
- физичком прегледу детета и посматрању његових физичких знакова
- историји болести,

- мерењу одноас тежине и висине  према узрасту и провцени тог односа према различитим графиконима. Оцена тежине и висине говори колико је тешко стање детета односно колико је неухрањеност утицала на раст детета.

## Компликације
У компликације које може изазвати квашиоркор спадају;
- хипогликемија (низак ниво шећера у крви).
- хипотермија (ниска телесна температура).
- хиповолемија (мали волумен крви) и хиповолемијски шок .
- дисбаланс електролита као резултат дехидртације.
- отказивање имунолошког система, што узрокује честе инфекције и споро зарастање рана.
- цироза јетре и отказивање јетре.
- атрофија панкреаса , што доводи до проблема са варењем.
- атрофија гастроинтестиналне слузокоже, што може довести до прекомерног раста бактерија у танком цреву .
- застоји у расту и развоју деце .
- глад и смрт.

## Терапија
Светска здравствена организација је навела 10 корака које треба следити у лечењу тешке потхрањености:
Лечити / спречити хипогликемију
Хипогликемија може настати када се уносе калорије. Формула за рехидратацију за потхрањене људе укључује глукозу која помаже у обнављању равнотеже. Даје се постепено током првих сати лечења.
Лечити / спречити хипотермију
Неухрањена тела имају проблема да регулишу сопствене телесне температуру, тако да морају бити тално топла.
Лечити / спречити дехидрацију
За лечење дехидрације у квашиоркору даје се посебна формула која се зове РЕСОМАЛ (Рехидратациони раствор за малнутрицију). Дизајниран је за обнављање и одржавање равнотеже течности/натријума у телу. Може се давати орално или кроз сонду.
Кориговати неравнотежу електролита
Дисбаланс електролита може имати озбиљне, па чак и опасне по живот ефекте, посебно када потхрањена особа почне да се храни. Здравствени радници покушавају прво да се позабаве овим, обично у својој формули за рехидратацију.
Лечити / спречити инфекцију
Са ослабљеним имунолошким системом који долази са квашиоркором, све инфекције представљају озбиљне претње опоравку. Инфекције се лече антибиотицима .
Кориговати недостатке микронутријенат
Специфични недостаци витамина и минерала могу имати озбиљне последице ако су довољно озбиљни. Здравствени радници покушавају да исправе ово пре поновног храњења.
Започети са опрезним храњењем
Неухрањена тела имају измењен метаболизам. Поновно храњење ће покренути њихов метаболизам да се поново промени. Али ако се ово деси пребрзо, може изазвати компликације опасне по живот ( синдром поновног храњења ). Храњење почиње полако под пажљивим посматрањем. Протеине, посебно, треба постепено поново уводити у квашиоркор.
Надокнадити заостали раст
Када се дете стабилизује и изгледа да добро толерише поновно храњење, његове калорије се могу повећати до 140% препоручених вредности за њихов узраст. СЗО обезбеђује готове течне формуле које се могу давати орално или путем цеви ако је потребно. Ово је фаза нутритивне рехабилитације лечења. Може трајати до шест недеља.
Обезбедите сензорну стимулацију и емоционалну подршку
Деца са квашиоркором су можда већ неко време била у стању апатије. Њихова потхрањеност је можда успорила њихов интелектуални, неуролошки и друштвени развој. Подстицање њиховог развоја до поновног покретања је део њиховог плана лечења. У идеалном случају, здравствени радници ће укључити мајку детета у овај пројекат.
Обезбедити стално праћење након опоравка
Пре отпуштања детета из болнице, здравствени радници пружају мајци едукацију и саветовање у вези са исхраном, дојењем, хигијеном хране и воде и превенцијом болести. Они могу да обезбеде имунизацију по потреби. Ако је могуће, требало би да помогну у обезбеђивању приступа доследном, хранљивом снабдевању храном.